# Anaolso
Anaolso (en llatí: Anaolsus †430) fou un optimate visigot, que va participar en una campanya militar l'any 430 dC, durant el regnat de Teodoric I, amb la intenció de prendre Arlés.
| «                    | 92: Per Aetium comitem, haud procul de Arelate, quaedam Gothorum manus extinguitur, Anaolso optimate eorum capto. | » |
| — Hidacio, Chronicon | |   |

| «                    | 92: El comitem [comte] Aecio extermina, no lluny de Arelate [Arlés], a un grup armat de Gots i captura a Anaolso, el seu guia. | » |
| — Hidacio, Chronicon | |   |

Aquesta campanya militar, posa de manifest la llibertat d'acció de la noblesa visigoda de manera independent a la noblesa, fins i tot després del foedus amb Roma del 418. De fet, entre el 418 i el 439 s'han constatat diverses accions militars de comitatus independents del poder real. Aquests comitates van poder ser inscrits com a auxiliars en els exèrcits romans a l'Aquitània, negociant directament amb Roma.